# Лејтон (Јута)
Лејтон (енгл. Layton) град је у америчкој савезној држави Јута.

## Демографија
По попису из 2010. године број становника је 67.311, што је 8.837 (15,1%) становника више него 2000. године.
| Група             | 2000.          | 2010.          |
| Белци             | 50.820 (86,9%) | 55.215 (82,0%) |
| Афроамериканци    | 943 (1,6%)     | 1.143 (1,7%)   |
| Азијати           | 1.216 (2,1%)   | 1.408 (2,1%)   |
| Хиспаноамериканци | 4.068 (7,0%)   | 7.511 (11,2%)  |
| Укупно            | 58.474         | 67.311         |